# Kościół św. Marcina w Cieszowej
Kościół św. Marcina w Cieszowej - drewniany kościół z 1751 r. położony na terenie miejscowości Cieszowa w dekanacie Sadów, w diecezji gliwickiej, jest siedzibą Parafii św. Marcina Biskupa i Wyznawcy w Cieszowej.
Kościół leży wraz z kilkoma innymi kościołami ziemi lublinieckiej na Szlaku Architektury Drewnianej województwa śląskiego.  

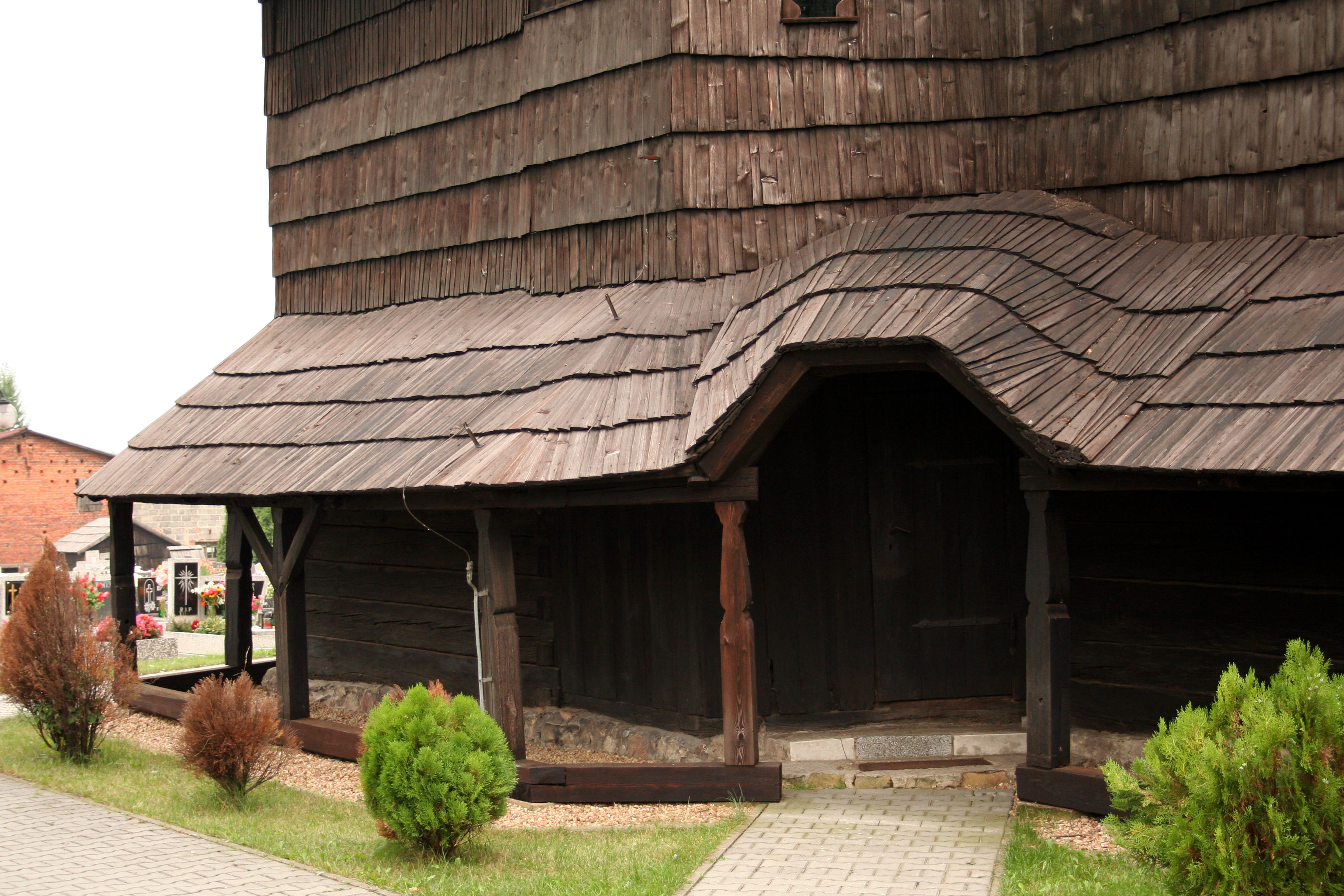
Soboty przy kościele

## Historia i architektura
W 1679 r. była wzmiankowana kaplica św. Marcina, która w tym miejscu istnieć miała już w XIII wieku. Pierwotnie w miejscu obecnego kościoła stał kościół protestancki, wzniesiony w 1598 r. Kościół w obecnym kształcie wybudowany został w roku 1751, a jego budowniczy w tym samym czasie postawił w miejscowości także synagogę. Kościół jest orientowany, konstrukcji zrębowej z wieżą konstrukcji słupowej. 

## Wnętrze
Prezbiterium jest zamknięte trójbocznie, przylega do niego od strony północnej zakrystia z lożą kolatorską. Od północy przylega wieża szalowana deskami, z ośmiobocznym hełmem i latarnią. Wokół świątyni obiegają soboty. Dach kościoła jest typu siodłowego, jednokalenicowy, kryty gontem.
Ołtarz główny jest neogotycki z obrazem patrona kościoła – św. Marcina. Boczne ołtarze z XVIII w. są w stylu barokowym. 
Chór muzyczny wsparty jest na czterech ozdobnie wyrzynanych słupach. Pod nawą kościoła znajduje się krypta, w której do 1960 roku znajdowały się prochy właścicieli miejscowości. Na południe od kościoła rozciąga się cmentarz.
Organy w kościele wybudował Gottfried Wilhelm Scheffler w 1770 roku. W 1869 roku instrument został rozbudowany przez Antona Czopkę z Olesna. 